# Cladonia staufferi
Cladonia staufferi är en lavart som beskrevs av Henry des Abbayes. 
Cladonia staufferi ingår i släktet Cladonia och familjen Cladoniaceae. Inga underarter finns listade i Catalogue of Life.